# Martim Soares Moreno
Martim Soares Moreno, Capitão-mor do Ceará (Santiago do Cacém, c.1586 — Portugal, após 1648), foi um militar católico que defendeu os interesses da coroa lusitana no Brasil, objetivando fazer com que todos os países europeus reconhecessem o Tratado de Tordesilhas. É considerado o fundador do atual Ceará.
Em 2018 seu nome foi inscrito no Livro de Aço dos heróis nacionais do Brasil depositado no Panteão da Pátria e da Liberdade Tancredo Neves.
Martim Soares Moreno escreveu uma carta de grande valor para os cearenses. A carta se chama "Relato do Ceará".

## Juventude
Martim Soares Moreno nasceu em 1586 (ou talvez 1585) na cidade de Santiago do Cacém em Portugal. Era filho dos portugueses Martim de Loures Moreno e Paula Ferreira Soares. Seu tio, Diogo de Loures Moreno diz que "mui pequeno o havia mandado com Pero Coelho de Sousa, para que servindo naquela entrada aprendesse a língua dos índios, e seus costumes, dando-se com eles, e fazendo-se seu mui familiar, e parente, ou compadre, como eles dizem". Participou da expedição de Pero Coelho ao Ceará em 1603 e acabou por se tornar, anos mais tarde (1612), o virtual fundador daquela capitania. Na margem direita da foz do rio Ceará, com a ajuda de índios Potyguaras e seus soldados, construiu o Fortim de São Sebastião e uma ermida dedicada a Nossa Senhora do Amparo.

## Capitão-mor do Ceará
No mesmo ano foi, a mando de Jerônimo de Albuquerque Maranhão, reconhecer o Maranhão,  ocupado pelos franceses, que haviam sublevado o gentio daquela terra. Na volta, entretanto, seu navio foi jogado pelos ventos às Antilhas. Em 1614 estava em Sevilha, na Espanha.
No ano seguinte, já capitão, retornou ao Maranhão, junto com um reforço de 900 homens, que tornaram possível a expulsão definitiva dos franceses e a captura da cidade de São Luís. Em 1616 foi capturado em alto mar por um navio corsário francês, após violento combate, que o deixou seriamente ferido, com uma cutilada no rosto e uma mão a menos. Nessa embarcação foi reconhecidos por familiares das vítimas do Maranhão e foi preso. Ao chegar na França foi julgado e chegou a ficar preso até 1618.
Sendo repatriado a Portugal no mesmo ano, graças negociações diplomáticas, escreveu uma carta patente de 26 de maio de 1619 fez mercê da capitania do Ceará a Martim Soares Moreno, em atenção aos seus serviços. Lá, em 1624 e 1625, repeliu os ataques de duas naus neerlandesas.
Em 1630 deu-se a invasão holandesa de Pernambuco. Martim Soares, partiu do Ceará com uns poucos índios e soldados e chegou ao Arraial do Bom Jesus em junho de 1631. Na fase inicial da luta, tomou parte no bloqueio das forças holandesas postadas em Recife e Olinda. Destacou-se sempre, como combatente e intérprete junto aos índios. Nos anos seguintes, tomou parte na defesa da Paraíba e de Cunhaú (na capitania do Rio Grande).

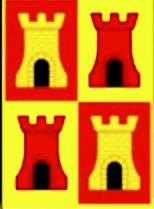
Bandeira da expedição Martim Soares Moreno

## Últimos anos
Tendo os holandeses derrotado a resistência luso-brasileira, e restaurada a monarquia portuguesa em 1640, foi firmada uma trégua entre Portugal e a Holanda. Contudo, em 1645, Martim Soares Moreno tomou parte no movimento clandestino que culminou na guerra de restauração do Brasil. Retornou definitivamente para Portugal em 1648 aos 62 anos de idade, após 45 anos servindo a coroa lusitana no Brasil, sem ser reconhecido por esta.